# Борок (Волицька сільська громада)
Боро́к (у 1941 році — Ворон) — село в Україні, у Волицькій сільській територіальній громаді Житомирського району Житомирської області. Кількість населення становить 5 осіб (2001).

## Населення
Відповідно до результатів перепису населення СРСР, кількість населення, станом на 12 січня 1989 року, становила 5 осіб. Станом на 5 грудня 2001 року, відповідно до перепису населення України, кількість мешканців села становила 5 осіб.

## Історія
До 1923 року — колонія Котелянської волості Житомирського повіту Волинської губернії. У 1923 році включена до складу новоствореної Івницької сільської ради, котра, 7 березня 1923 року, увійшла до складу новоствореного Андрушівського району Житомирської округи. У довідниках адміністративно-територіального устрою 1923 та 1946 років пропущена.
27 червня 1925 року, в складі сільської ради, передана до Левківського (згодом — Іванківський) району Житомирської (згодом — Волинська) округи, 3 вересня 1930 року — до складу Андрушівського району. У 1941 році — виселок Ворон. 24 березня 1942 року, відповідно до наказу Андрушівського райуправління, виділений зі складу с. Івниця в окреме німецьке національне поселення.
У 1952 році числиться як хутір, на 19 лютого 1960 року значиться як хутір, що виник після 1947 року. Офіційно взяте на облік, як село Івницької сільської ради Андрушівського району, 16 вересня 1960 року, відповідно до рішення Житомирського облвиконкому № 960 «Про уточнення обліку населених пунктів області». 30 грудня 1962 року, в складі сільської ради, включене до Попільнянського району, 4 травня 1965 року — до складу Андрушівського району Житомирської області.
У 2020 році територію та населені пункти Івницької сільської ради Андрушівського району Житомирської області, відповідно до розпорядження Кабінету Міністрів України № 711-р від 12 червня 2020 року «Про визначення адміністративних центрів та затвердження територій територіальних громад Житомирської області», включено до складу Волицької сільської територіальної громади Житомирського району Житомирської області.